# Sergei Abujesidowitsch Taschujew
Sergei Abujesidowitsch Taschujew (russisch Сергей Абуезидович Ташуев; * 1. Januar 1959 in Staryj Mertschyk, heute Ukraine) ist ein russischer Fußballtrainer.

## Karriere
Taschujews Trainerkarriere begann 1992, als er den Drittligisten Druschba Budjonnowsk übernahm. In Folge trainierte er mehrere Drittligisten, ehe er ab der Saison 1999 als Co-Trainer von Alexander Tarchanow Erstligisten Krylja Sowetow Samara tätig war. Ab der Saison 2003 war er wieder unterklassig als Cheftrainer tätig. 2005 folgte er Tarchanow wieder als Co-Trainer zum Erstligisten Saturn Ramenskoje. Die beiden wurden im Juni 2005 entlassen. Im Anschluss zog Tarchanow im Oktober 2005 weiter zum Ligakonkurrenten Terek Grosny, wohin Taschujew ihm erneut folgte. Mit Grosny stiegen sie allerdings aus der Premjer-Liga ab. Im Mai 2006 verließen sie Terek.
Daraufhin trainierte er ab August 2006 wieder unterklassig Swesda Serpuchow. Zur Saison 2007 übernahm er mit Spartak-MSchK Rjasan erstmals einen Zweitligisten als Cheftrainer. Nach nur einem Punktgewinn in den ersten vier Saisonspielen war dieses Engagement aber bereits im April 2007 wieder beendet. Er trainierte anschließend ab Mai 2007 den Drittligisten FK Luchowizy. Im Mai 2008 wechselte er zum Zweitligisten FK Saljut Belgorod. Saljut führte er in der Saison 2008 als Zwölfter zum Klassenerhalt, die Saison 2009 beendete er mit dem Team als Siebter.
Zur Saison 2010 wechselte er zum Ligakonkurrenten FK Krasnodar. Mit Krasnodar verpasste er als Fünfter sportlich den Aufstieg, allerdings bekam Krasnodar nach dem Rückzug eines anderen Teams dennoch einen Platz im Oberhaus zugesprochen. Die Zeit von Taschujew war allerdings vorbei, Krasnodar beendete die Zusammenarbeit nach dem Aufstieg. Im Juni 2011 übernahm er mit Spartak Naltschik schließlich erstmals einen Erstligisten als Cheftrainer. Im April 2011 trennte sich Naltschik von ihm, der Klub lag zu jenem Zeitpunkt nach 38 Runden auf dem letzten Tabellenrang. Zur Saison 2012/13 kehrte er zum Zweitligisten Saljut Belgorod zurück. Die Spielzeit beendete er mit Saljut als Zwölfter.
Im August 2013 verließ er Belgorod und wechselte in die Ukraine zum Erstligisten Metalurh Donezk. Mit Metalurh schloss er die Spielzeit in der Premjer-Liha als Sechster ab. Zur Saison 2014/15 kehrte Taschujew wieder nach Russland zurück und wurde Trainer des Zweitligisten Anschi Machatschkala. Obwohl er mit Anschi den Erstligaaufstieg geschafft hatte, wurde er einen Spieltag vor Saisonende im Mai 2015 entlassen. Im September 2015 übernahm er zum zweiten Mal einen Erstligisten, diesmal den FK Kuban Krasnodar. Im April 2016 trennte sich Kuban wieder von ihn, das Team befand sich zu jenem Zeitpunkt auf einem Relegationsplatz.
Nach zwei Jahren ohne Klub trainierte Taschujew ab April 2018 in Belarus den FK Schachzjor Salihorsk. Die Saison 2018 beendete er mit Schachzjor als Vizemeister. In der Saison 2019 wurde er mit Salihorsk Cupsieger. Auf Rang drei liegend verließ er im November 2019 den Verein kurz vor Saisonende. Im Januar 2021 wurde er Co-Trainer beim Zweitligisten Tschaika Pestschanokopskoje, noch vor Beginn der Rückrunde verließ allerdings Cheftrainer Magomed Adijew den Verein, woraufhin Taschujew direkt selbst Chef wurde. Mit Tschaika schloss er die Spielzeit als Zwölfter ab, das Team wurde allerdings in die Perwenstwo PFL verbannt. Taschujew blieb dennoch in Pestschanokopskoje, auf dem zweiten Rang liegend wurde er im März 2022 allerdings entlassen.
Im April 2022 wurde er ein zweites Mal Trainer in Salihorsk. Im September 2022 verließ er Belarus wieder und wechselte zurück nach Grosny, wo er diesmal Cheftrainer des mittlerweile Achmat genannten Teams wurde. Die Saison 2022/23 beendete er mit Grosny auf dem fünften Rang. Nach nur einem Sieg in den ersten vier Spielen zu Beginn der Saison 2023/24 wurde er im August 2023 entlassen.
Im September 2023 übernahm er den Ligakonkurrenten FK Fakel Woronesch. Im April 2024 trat er bei Fakel von seinem Amt zurück. Im September 2024 übernahm er wieder Grosny.